# 89th Infantry Division (Vereinigte Staaten)

Aktuelles Abzeichen der 89. Infanteriedivision

Die 89th Infantry Division (deutsch 89. US-Infanteriedivision) war ein Großverband der US Army im Ersten und Zweiten Weltkrieg. Ihr Spitzname war Rolling W, ihr Slogan lautete Above The Rest. Als Schulterabzeichen trugen sie ein weißes W auf blauem, weiß und rot umrahmtem Hintergrund.

## Geschichte

### Erster Weltkrieg
Im Ersten Weltkrieg wurde die Division im August 1917 aktiviert und im Juni 1918 nach Europa verlegt. Ihr Haupteinsatzgebiet war Frankreich. Die Division nahm unter Generalmajor William M. Wright an der Schlacht von St. Mihiel teil und wurde am linken Flügel des IV. Corps eingesetzt, um die deutsche Front an der Linie Limey – Seicheprey bis Marvoisin zu durchbrechen. Ab 19. Oktober 1918 nahm sie an der Schlussphase der Meuse-Argonne-Offensive teil. Das übergeordnete V Corps drang aus den Raum südlich von Yoncq vor, der linke Flügel auf Beaumont und der rechte auf Laneuville-sur-Meuse. Die deutschen Truppen südlich von Buzancy und Barricourt wurden mehrere Kilometer nach Norden zurückgedrängt. Am 3. November geriet die 89. Division in der Nachbarschaft von Bantheville und Barricourt in schwere Kämpfe, am folgenden Tag eroberte sie Beaufort. Die deutschen Truppen befanden sich zwischen Maas und Bar-Abschnitt bereits im vollen Rückzug auf die notdürftig vorbereitete Antwerpen-Maas-Stellung. 
980 Angehörige der 89. Division starben im Ersten Weltkrieg, 6.111 wurden verwundet. Nach einer zwischenzeitlichen Auflösung wurde die Division am 24. Juni 1921 als Reserveeinheit reaktiviert.

### Zweiter Weltkrieg

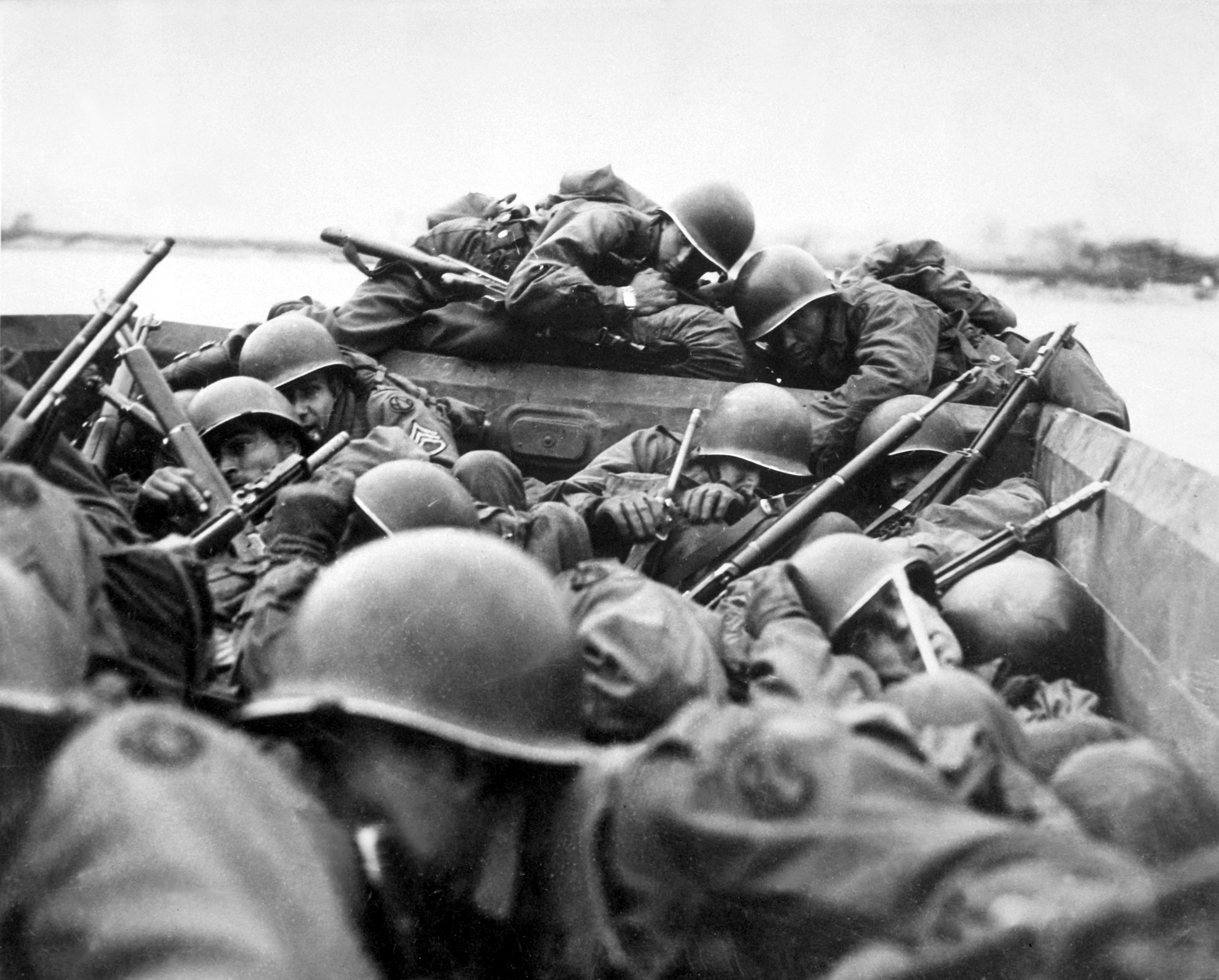
Unter deutschem Beschuss überqueren Soldaten der 89. Infanteriedivision in einem Sturmboot den Rhein bei Sankt Goar.

Am 15. Juli 1942 wurde die Division aktiviert, sie wurde Anfang Januar 1945 eingeschifft und landete am 21. Januar im Hafen Le Havre in Frankreich. Nach einigen Wochen Training kam sie an die Front in Stellungen an der Sauer östlich von Echternach. Die Division wurde dem XII. Corps der 3. Armee unter General Patton zugeteilt. Erst am 12. März 1945 erfolgte der erste Angriff der Division durch das zumeist bewaldete Hochland der Eifel. Am 24. März 1945 erreichte die 89. Division, die jetzt dem VIII. Corps zugeteilt war, den Raum zehn Kilometer westlich von St. Goar bei Birkenbach-Laubach. 
Am 25. März wurde der 89. und 87. Division befohlen, am folgenden Tag den Rhein bei Oberwesel und Boppard zu überqueren. Nach dem Übergang wurde bei Kaub ein Brückenkopf gebildet und noch am Abend des 26. März Lorch besetzt. Am 2. April standen vorgeschobene Truppen bereits vor Bad Hersfeld. Am 4. April 1945 befreiten Einheiten der Division mit dem Zwangsarbeitslager Ohrdruf, 13 km südlich von Gotha, das erste Konzentrationslager und trafen dabei auf Tote wie Überlebende. Am 6. April 1945 besetzte sie Eisenach, am 8. April Friedrichroda, am 16. April Berga/Elster und am 17. April Zwickau. Vom 23. April an rückte sie nicht weiter vor. Sie stand dicht vor den Städten Lößnitz, Aue und Stollberg, griff sie aber nicht an.
Die Division war nur 57 Tage im Kampfeinsatz und wurde am 27. Dezember 1945 aufgelöst.
Soldaten dieser Division wurden u. a. mit einem Distinguished Service Cross, 46 Silver Stars und fünf Legion of Merit ausgezeichnet. 
Barack Obamas Großonkel Charles T. Payne (1925–2014) war Mitglied der 89. Infanteriedivision.
Unterstellungen im Zweiten Weltkrieg 
- 21. Januar 1945: 15. Armee, 12. Heeresgruppe
- 4. März 1945: XII. Corps, 3. Armee, 12. Heeresgruppe
- 23. März 1945: VIII. Corps
- 22. April 1945: VIII. Corps, 1. Armee, 12. Heeresgruppe

## Kommandeure
- Maj. Gen. Leonard Wood (27. August 1917)
- Brig. Gen. Frank L. Winn (26. November 1917)
- Brig. Gen. Thomas G. Hanson (24. Dezember 1917)
- Brig. Gen. Frank L. Winn (29. Dezember 1917)
- Maj. Gen. Leonard Wood (12. April 1918)
- Brig. Gen. Frank L. Winn (1. Juni 1918)
- Maj. Gen. William Mason Wright (6. September 1918)
- Maj. Gen. Frank L. Winn (12. November 1918 bis Mai 1919)

- Maj. Gen. James Irvin Muir (Juli 1941 bis Oktober 1941)
- Maj. Gen. William H. Gill (Juli 1942 – Februar 1943)
- Maj. Gen. Thomas D. Finley (Februar 1943 bis Kriegsende)